# Trypanosomoza
Trypanosomoza lub synonimy: trypanosomatoza, trypanosomiaza – nazwa kilku chorób pasożytniczych wywoływanych u kręgowców przez świdrowce.

## Trypanosomozy ludzkie
- śpiączka afrykańska
- choroba Chagasa

## Niektóre trypanosomozy zwierzęce
- nagana, inaczej afrykańska trypanosomoza zwierzęca, w Sudanie zwana także soumą lub soumayą.
- surra
- mal de caderas (w środkowej części Ameryki Południowej)
- murrina de caderas (w Panamie derrengadera de caderas)
- dourine, czyli zaraza stadnicza
- gorączki kachektyczne (różne)
- baleri (w Sudanie)
- kaodzera (trypanosomiaza rodezyjska)
- tahaga (choroba wielbłądów w Algierii)
- galziekte, galzietzke (żółciowa choroba bydła)
- peste-boba (w Wenezueli derrengadera)

Przeczytaj ostrzeżenie dotyczące informacji medycznych i pokrewnych zamieszczonych w Wikipedii.